# Conrad (Montana)
Conrad è una città degli Stati Uniti d'America situata in Montana, nella contea di Pondera.